# Myrsine adamsonii
Espèce
Myrsine adamsonii est une espèce de plantes à fleurs de la famille des Primulaceae. C'est un arbuste endémique en Polynésie française (Marquises).